# جون س. هيغينز
جون س. هيغينز (بالإنجليزية: John C. Higgins)‏ هو كاتب سيناريو أمريكي، ولد في 28 أبريل 1908 في وينيبيغ في كندا، وتوفي في 2 يوليو 1995 في مقاطعة لوس أنجلوس في الولايات المتحدة.

## وصلات خارجية
- جون س. هيغينز على موقع IMDb (الإنجليزية)
- جون س. هيغينز على موقع الموسوعة البريطانية (الإنجليزية)
- جون س. هيغينز على موقع ألو سيني (الفرنسية)
- جون س. هيغينز على موقع أول موفي (الإنجليزية)
- جون س. هيغينز على موقع قاعدة بيانات الأفلام السويدية (السويدية)
- جون س. هيغينز على موقع قاعدة بيانات الفيلم (الإنجليزية)
- جون س. هيغينز على موقع كينوبويسك (الروسية)